# 杜巴布古
杜巴布古（法語：Doubabougou），是馬里的城鎮，位於該國西部，由庫利科羅區的卡蒂省負責管轄，面積151.88平方公里，海拔高度533米，2009年人口5,041，人口密度每平方公里33.19人。